# Laura Serani
Laura Serani est une commissaire d’expositions indépendante, écrivaine, directrice de projets culturels et conseillère pour la photographie et la vidéo, italienne, née le 10 juillet 1955 à Pise.   

## Biographie
Laura Serani, naît à Pise en 1955. Elle fait des études de lettres modernes, d’histoire, de philosophie et de cinéma à l’Université de Rome et à Paris.  
Après quelques activités professionnelles freelance dans l’édition, à la radio et à la télévision italienne, elle entre en 1983 à la Fnac à Paris, comme assistante du directeur des Galeries photos. Elle devient et sera directrice des Galeries Fnac pour la France et l’international de 1985 à 2005. 
Elle a participé à la constitution de la Collection photographique de la Fnac, riche de plus de quatre mille tirages originaux, présentée dans plusieurs musées en France et à l’étranger et assuré le commissariat de très nombreuses expositions qui ont permis la diffusion de la photographie vers le grand public comme Brassaï, Bérénice Abbott, Eugène Atget, Walker Evans, Henri Cartier Bresson, William Klein, Duane Michals, Tony Ray Jones, Gabriele Basilico, Miguel Rio Branco, Paulo Nozolino, Max Pam, etc,. Cette collection est en dépôt temporaire au musée Nicéphore-Niépce. 
Très orientée vers le dialogue des disciplines et des cultures, elle a travaillé avec des créateurs comme Allen Ginsberg, Julien Green, Agnès Varda, Wim Wenders, Johan van der Keuken, Pedro Almodovar.
Engagée dans la découverte et le soutien aux jeunes photographes, Laura Serani a créé le « Prix Fnac européen de la Photographie », le magazine vidéo « Séquence Fnac », et les premières galeries numériques. 
De 2019 à 2024 Laura Serani a assuré la direction  de Planches contact, le festival de photographie de Deauville,. 
Auparavant elle a été directrice artistique des Rencontres de Bamako, Biennale africaine de la photographie au Mali de 2009 à 2014, déléguée artistique du Mois de la Photo à Paris (2008 et 2014), commissaire de Fotografia Europea – Reggio Emilia de 2007 à 2015, directrice artistique du SiFest en 2007 et 2008 en Italie. Elle participe à différents jurys (Hasselblad Award, Prix Niépce Gens d’images, Fotograficasa, World Press, New York Photo Awards, Vipa Awards Vienna, et a présidé de 2015 à 2021 le jury du « Prix Résidence pour la Photographie de la Fondation des Treilles ».
Elle est l’auteure de nombreux ouvrages et textes sur la photographie.
Mère de trois enfants, Pietro, Federico et Niccolò Hébel, Laura Serani vit et travaille entre Paris et l’Italie. Intervenante à l’École nationale supérieure Louis-Lumière elle participe depuis 2019 aux masterclass d’Oeildeep. 

## Publications
Liste non exhaustive
- (it) Laura Serani, Dominique Stella, Giovanna Calvenzi, Eva Boccara, La fotografia tra storia e poesia: Fotografie della Collezione Fnac, Milan, Mazzotta, 2002 (ISBN 978-8820215491), p. 444[3]
- Europe : échelle 27 / texte Laura Serani et Michel Foucher ; photographies Patrick Bard, Christophe Beauregard, Marie Dorigny et al. Paris : Trans photographic press, 11/2008, 178 p.  (ISBN 978-2-913176-52-2)
- Frontières, catalogues des Rencontres de Bamako, Actes Sud, 2009
- Laura Serani, Toscane, Cabourg, Cahiers du temps, 2009, 63 p. (ISBN 978-2-35507-018-1)
- Laura Incardona et Laura Serani (dir.), Malick Sidibé : la vie en rose [exposition, Reggio Emilia, Collezione Maramotti, 9 mai - 31 juillet 2010], Silvana Editoriale, Milano, 2010, 157 p.  (ISBN 978-88-366-1716-6)
- Laura Incardona, Laura Serani et Sabrina Zannier (dir.), Malick Sidibé : il ritratto del Mali, Skira, Milano, 2011, 183 p.  (ISBN 978-88-572-1309-5)
- Nous avons fait un très beau voyage de Jacques Borgetto, Françoise Nuñez, Bernard Plossu, Sophie Zénon, Éditions Filigranes, 2010
- Pour un monde durable, catalogues des Rencontres de Bamako, Actes Sud, 2011
- (fr + en) Laura Serani, Sami Tchak, Nicola Lo Calzo - Inside Niger, Heidelberg, Kehrer Verlag, 2012, 112 p. (ISBN 978-3-86828-353-2)
- (it) Laura Serani, Thanks to Luigi Ghirri & Italian Emerging Photography, Umberto Allemandi/Montrasio Arte, 2012, 144 p. (ISBN 978-8842221920)
- Laura Serani, Malick Sidibé, Arles, Actes Sud, coll. « Photo Poche » (no 145), 2013, 144 p. (ISBN 978-2330012298)
- Stefano de Luigi, Laura Serani, Idyssey, Éditions Bessard, 2017, 48 p. (ISBN 979-1091406437)
- Sarah Moon, Inverno a Reggio Emilia, Milan, Silvana Editoriale, 2015, 96 p. (ISBN 978-8836631223)

Éditrice pour la Collection L’Artiere à Bologne depuis 2015, elle a publié :
- Lorenzo Castore, Ultimo domicilio, Bologne, L’Artiere, 2015 (ISBN 8887569665)
- Max Pam, Promises To Keep, Bologne, L’Artiere, 2016, 104 p. (ISBN 9788887569728)
- Larry Fink, The Polarities, Bologne, L’Artiere, 2017, 144 p.
- Amy Friend, Stardust, Bologne, L’Artiere, 2017, 80 p.
- Carolle Benitah, Jamais je ne t’oublierai, Bologne, L’Artiere, 2019, 56 p. (ISBN 978-8887569841)